# Partido Conservador (México)
O Partido Conservador (em castelhano:  Partido Conservador) foi um partido político mexicano, fundado em 1849, era um partido que em contraste com o Partido Liberal, defendia o Conservadorismo, o Tradicionalismo católico e o Monarquismo, eram contra o federalismo e exigiam a adoção de um Estado unitário, queriam europeizar a cultura e política do México, se opunham ao Estado laico e exigiam a instituição de um Estado confessional e a adoção do catolicismo romano como religião oficial do México e se opunham à Liberdade religiosa, também era um partido que se opunha à República implantada no México em 1824, foi um dos principais causadores da Intervenção Francesa no México que restaurou o Império Mexicano em 1864, mas em 1867 com a derrota dos Conservadores o partido foi extinto, O Partido Conservador era composto em sua grande maioria por ricos proprietários de terra, comerciantes ricos, latifundiários, membros do clero, pelas oligarquias regionais e monarquistas.